# Femeia mereu deasupra
Femeia Mereu Deasupra (engleză: Woman on Top) este o comedie americană a casei 20th Century Fox din 2001. Protagonista filmului este Penélope Cruz, în rolul Isabellei, o femeie seducătoare, cu un talent înnăscut în bucătărie.
Titlu în română: Femeia mereu deasupra

Titlu original: Woman on Top

Limba originală: engleză

Anul filmărilor: 1999

Premiera în România: 21.01.2001

Regia: Fina Torres

Actori principali: Penélope Cruz (Isabella), Murilo Benício (Toninho), Harold Perrineau Jr. (Monica), Mark Feuerstein (Cliff Lloyd)

## Sinopsis
Neacceptând să fie dominată în actul sexual, este înșelată de soțul său Toninho, Murilo Benicio. Isabella decide să îl părăsească și pleacă spre San Francisco. Acolo, se întâlnește cu vechiul său prieten travestit, Monica, Harold Perrineau Jr. Oferă o ofrandă zeului suprem, Yemanja pentru a-și uita vechea dragoste și îl cunoaște pe producătorul TV Cliff Lloyd (Mark Feuerstein), care îi oferă un show culinar de jumătate de oră, numit Pasion Food. Incitat de imaginea Isabellei, Cliff se îndrăgostește de ea.
Totuși, Toninho, venit și el în Statele Unite, nu renunță la luptă și reușește să o recucerească pe Isabella. Vraja nu poate fi desfăcută totuși așa de ușor, urmând ca fata să-și piardă talentele culinare, în încercarea de a-și recupera dragostea.
Isabella se ceartă cu Cliff din cauza impunerii anumitor standarde asupra ei, iar ea demisionează. Venită la studio ca să-și strângă lucrurile, îl întâlnește pe Toninho și încep să gătească împreună, urmând ca vraja să fie desfăcută. Întorși în Brazilia, totul revine la normal, Isabellei îi este îndeplinită dorința de a sta mereu deasupra, iar Monica se împrietenește cu Cliff.